# 원주허브팜
원주허브팜(영어: Wonju Herb Farm)은 강원특별자치도 원주시에 소재했던 사립 박물관이다.
1999년 농경지에 소나무를 심기 시작한 것을 시작으로 준비하여 2005년 개관한 강원특별자치도 최초의 식물 박물관이며, 강릉원주대학교 원주캠퍼스 건너편에 위치하고 있었다. 다만, 2023년 일대가 새 원주역 인근의 공공주택 개발 예정지로 편입되며 폐장하였다. 17,000m²의 면적에 약 1,020여종의 식물을 관람할 수 있다. 횡성군 서원면 옥계리로 이전될 예정이며, 새 식물박물관의 명칭은 미정이다.

## 전시실
원주허브팜은 13여의 테마 뜰, 6개의 연못, 3곳의 실내전시실로 이루어져 있었다.